# Histoire ancienne de la Bosnie-Herzégovine
Sur le territoire de la Bosnie-Herzégovine actuelle, on retrouve de nombreuses couches de cultures préhistoriques, associées aux migrations de groupes ethniques non identifiés. 

## Préhistoire

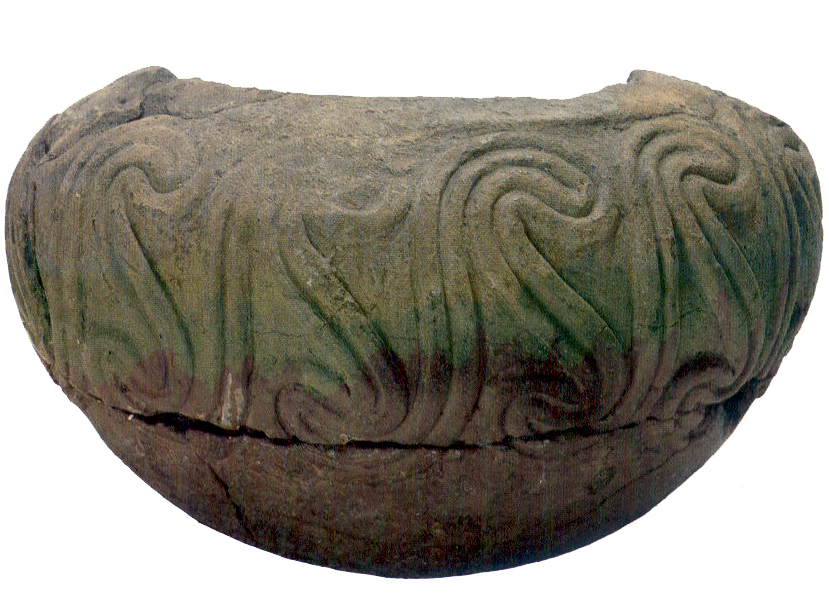
Le vase de la culture de Butmir près de Sarajevo, début du Néolithique

Le Paléolithique est marqué par les gravures de la grotte de Badanj près de Stolac, dont la célèbre représentation d'un "Cheval attaqué par des flèches", datant d'environ 14 000 à 12 000 av. J.-C..
À l'époque néolithique, la Bosnie-Herzégovine montrait un mélange d'influences  méditerranéennes et pannoniennes. En Herzégovine, on observe l'influence de la céramique à impression méditerranéenne, visible dans des sites tels que la Grotte Verte près de Mostar, Čairi près de Stolac, Lisičići près de Konjic et Peć Mlini près de Grude. Les populations vivaient alors dans des grottes ou sur des collines.
Le nord de la Bosnie, en particulier près de la rivière Bosna (site d'Obre I près de Kakanj), voyait les habitants s'établir dans des maisons en bois au bord de la rivière, influencés par les cultures adriatique et Starčević. La culture de Kakanj, avec ses pots rhyton à quatre pieds, se rattache au large ensemble des cultures néolithiques suivant un culte de la force vitale, s'étendant du nord de l'Italie à la mer Égée.
La culture de Butmir, près de Sarajevo, se distingue par de belles céramiques émaillées et des décorations géométriques, notamment des spirales. Les sculptures humaines de Butmir sont également uniques, leurs têtes ressemblant à des portraits réalistes avec des détails corporels accentués.
Pendant l'âge du bronze, les colonies d'Herzégovine étaient fortifiées sous forme de gradina (citadelles indigènes), tandis que la Bosnie présentait des nécropoles avec des tumulus de pierre. Les objets de cette période, tels que les armes en bronze, les assiettes décorées et les fibules, arboraient des motifs géométriques gravés distinctifs, marquant une étape importante dans l'artisanat et la culture de la région.

## Période illyrienne

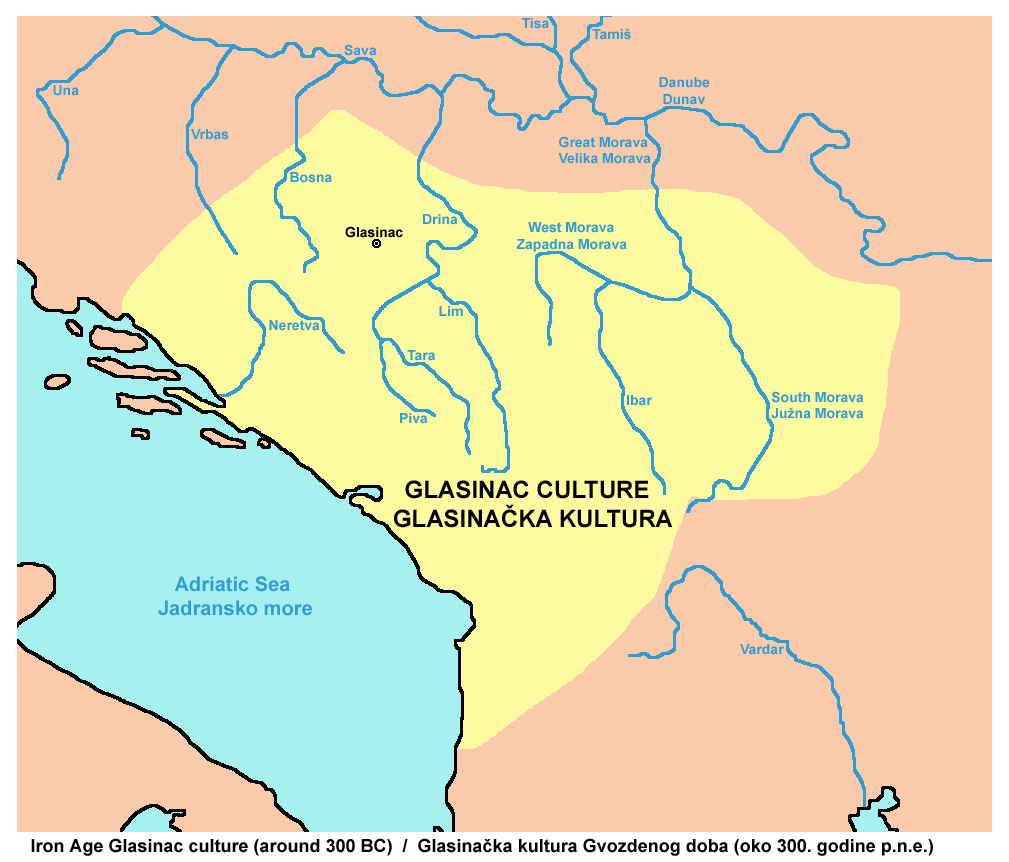
Culture de Glasinac de l'âge du fer (vers 300 av. J.-C.).

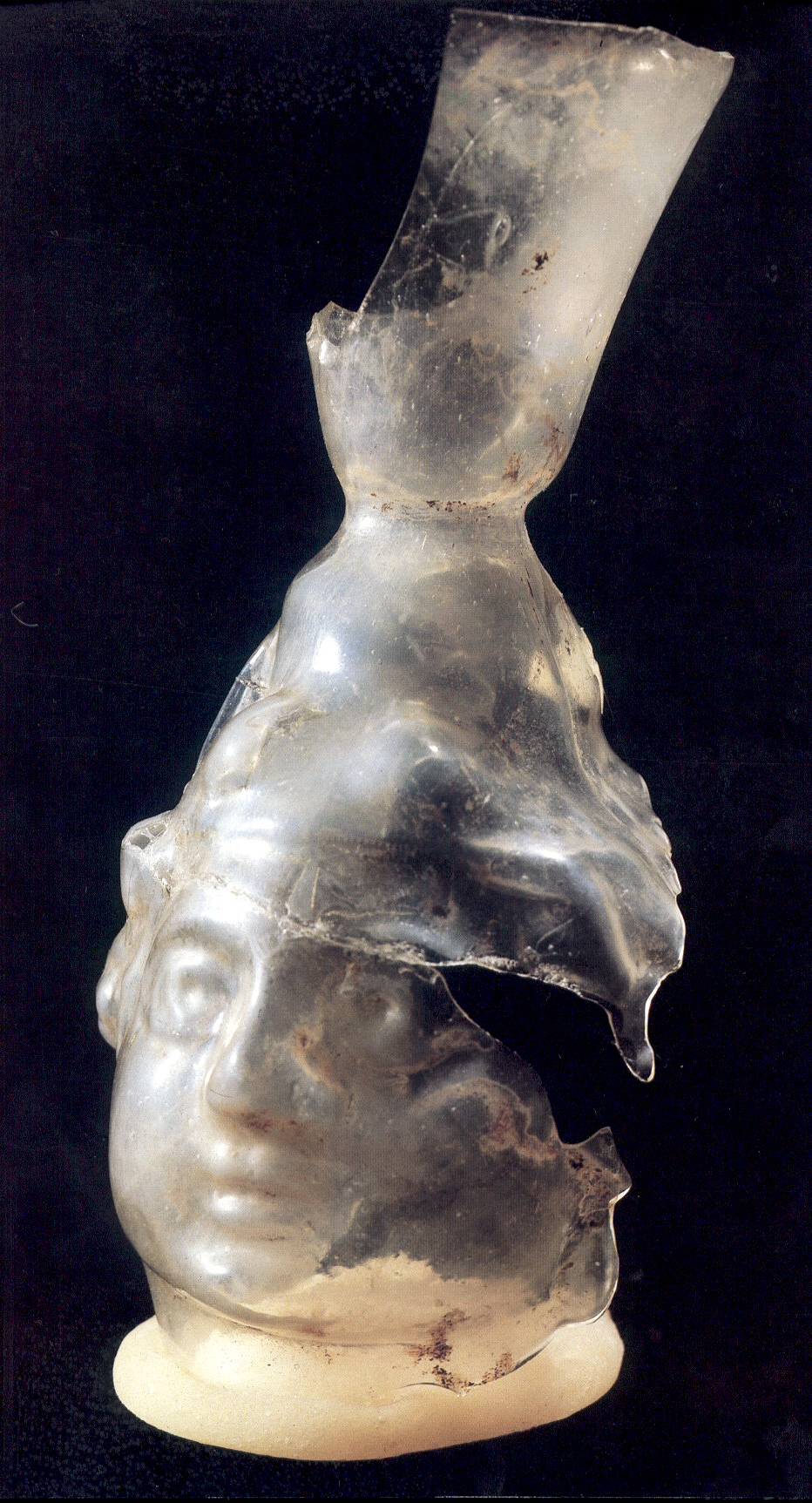
Verre romain découvert à Bosanski Novi datant du IIe siècle

La culture de l'âge du bronze des Illyriens, un groupe ethnique avec une culture et un art distincts, s'est développée sur les territoires actuels de la Slovénie, la Croatie, la Bosnie-Herzégovine, la Serbie, le Kosovo, le Monténégro, l'Albanie et des parties du nord de la Grèce. 
À partir du VIIIe siècle av. J.-C., ces tribus se sont transformées en royaumes. Le premier royaume enregistré en Illyrie (une région de la péninsule balkanique habitée par les Illyriens, comme l'attestent les documents de l'Antiquité classique) fut celui des Enchéléiens au VIIIe siècle av. J.-C.. La période durant laquelle d'autres royaumes illyriens apparurent commence autour de 400 av. J.-C. et se termine en 167 av. J.-C.. Les Autariates, sous Pleurias (337 av. J.-C.), étaient considérés comme un royaume. Le royaume des Ardiaei, à l'origine une tribu de la vallée de la Neretva, commença vers 230 av. J.-C. et se termina en 167 av. J.-C..  Les royaumes et dynasties illyriens les plus marquants incluent celui de Bardylis des  Dardani et d'Agron des Ardiaei, ce dernier ayant créé le royaume illyrien le plus célèbre. Agron, qui régnait sur les Ardiaei, étendit également son autorité à d'autres tribus. 
Dès le VIIe siècle av. J.-C., le bronze fut progressivement remplacé par le fer, bien que les bijoux et objets d'art continuèrent à être fabriqués en bronze. Sous l'influence de la culture de Hallstatt au nord, les tribus illyriennes ont développé des centres régionaux avec des caractéristiques spécifiques. Le culte des morts tenait une place importante, illustré par des enterrements soignés et des nécropoles riches. Au nord, la crémation était fréquente, tandis qu'au sud, les morts étaient enterrés dans de grands tumulus (gromile) en pierre ou en terre, certains atteignant des dimensions impressionnantes en Herzégovine (plus de 50 m de large et 5 m de haut). Les Illyriens étaient également connus pour leur penchant pour la décoration, utilisant des colliers en pâte de verre colorée et des fibules en bronze, ainsi que des diadèmes et des casques en feuilles de bronze.
Au IVe siècle av. J.-C., la première invasion celtique est attestée. Bien que les Celtes aient apporté de nouvelles techniques, comme le tour de potier, leur influence en Bosnie-Herzégovine resta marginale. Cependant, ils ont déplacé certaines tribus illyriennes, et des mélanges celto-illyriens ont eu lieu. Bien que les preuves historiques soient limitées, la région semble avoir été habitée par plusieurs peuples aux langues distinctes. 
Dans le delta de la Neretva, la tribu illyrienne des Daorses, influencée par les Grecs, avait pour capitale Daorson à Ošanići près de Stolac, un centre majeur de la culture antique en Bosnie-Herzégovine. Daorson, au IVe siècle av. J.-C., était protégé par des murailles mégalithiques de 5 m de haut, semblables à celles de Mycènes. Les Daors fabriquaient des pièces de monnaie et des sculptures en bronze uniques, illustrant leur importance dans le développement culturel de la région.

## Période romaine

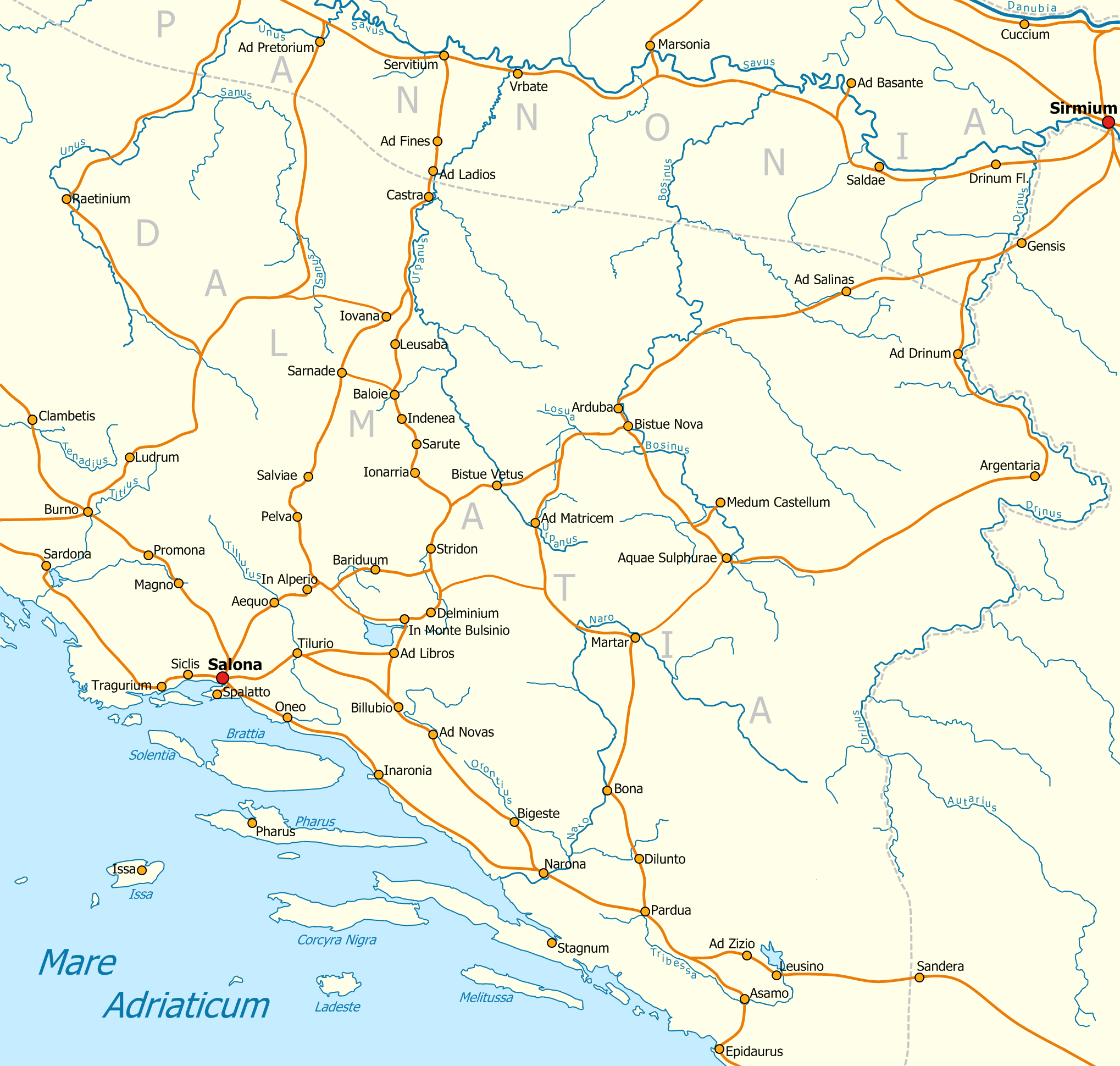
Carte des anciennes colonies et routes en Bosnie-Herzégovine

Le conflit entre les Illyriens et les Romains débute en 229, et en 168 av. J.-C., l'Illyrie devient une province romaine. En 9e siècle apr. J.-C., après une rébellion illyrienne de trois ans, Rome achève l'annexion de la région. En 10e siècle apr. J.-C., l'Illyrie est divisée, avec le nord de la Bosnie intégré à la Pannonie, tandis que le reste, incluant l'actuelle Bosnie-Herzégovine, le Monténégro, la Dalmatie et la Serbie occidentale, fait partie de la province romaine de Dalmatie.
Sous la domination romaine, la région prospère grâce aux routes, fortifications et exploitations minières.
Des colons latins, ainsi que des soldats romains, s'installent dans la région, favorisant la fondation de villes. Blagaj, par exemple, est construite sur le site de l'ancienne ville romaine de "Bona".
Après la chute de l'Empire romain, les Valaques, une population pré-slave, apparaissent, parlant à l'origine une langue proche du roumain mais adoptant plus tard le slave.
Le christianisme s'implante dès la fin du Ier siècle, comme en témoignent divers artefacts. Lors de la division de l'Empire romain en 395, la Dalmatie et la Pannonie sont intégrées à l'Empire romain d'Occident. Par la suite, la région est conquise par les Huns, puis les Ostrogoths en 455 . Ces derniers sont vaincus par l'Empire byzantin durant la Guerre des Goths (535-553), sous l'empereur Justinien Ier, rétablissant ainsi le contrôle byzantin sur la région.

## Sources
- Noel Malcolm, Bosnia A Short History, Macmillan London Limited, 1994.
- “Umjetničko Blago Bosne i Hercegovine”, several authors, Svjetlost, Sarajevo, 1987.